# Campionati sudamericani di atletica leggera 2025
I 54º Campionati sudamericani di atletica leggera si sono svolti a Mar del Plata, in Argentina, dal 25 al 27 aprile 2025, organizzati sotto la supervisione della CONSUDATLE.

## Nazioni partecipanti
Ai campionati hanno preso parte 401 atleti di 13 paesi.
Tra parentesi il numero di atleti per nazione
- Argentina (62)
- Bolivia (9)
- Brasile (87)
- Cile (42)
- Colombia (37)
- Ecuador (29)
- Guyana (8)

- Panama (7)
- Paraguay (35)
- Perù (27)
- Suriname (1)
- Uruguay (34)
- Venezuela (23)

## Risultati[2]

### Uomini
| Specialità | Oro                                                                  | Prestazione | Argento                                                                 | Prestazione | Bronzo                                                          | Prestazione |
| Corse piane |                                                                      |             |                                                                         |             |                                                                 |             |
| 100 m piani (+0.4 m/s) | Felipe Bardi                                                         | 9"89        | Ronal Longa                                                             | 10"04 =     | Carlos Flórez                                                   | 10"14       |
| 200 m piani (+1.6 m/s) | César Almirón                                                        | 20"50       | Ronal Longa                                                             | 20"56       | Arturo Deliser                                                  | 20"67       |
| 400 m piani | Kelvis Padrino                                                       | 46"02       | Elián Larregina                                                         | 46"17       | Javier Gómez                                                    | 46"73       |
| 800 m piani | Eduardo Moreira                                                      | 1'50"46     | José Antonio Maita                                                      | 1'50"93     | Marco Vilca                                                     | 1'50"93     |
| 1500 m piani | Diego Lacamoire                                                      | 3'41"34     | Guilherme Kurtz                                                         | 3'42"79     | Thiago André                                                    | 3'44"77     |
| 5000 m piani | Carlos San Martín                                                    | 13'54"34    | Janio Gonçalves                                                         | 13'55"88    | Ignacio Velázquez                                               | 13'59"81    |
| 10000 m piani | Ignacio Velázquez                                                    | 28'44"81    | Nider Pecho                                                             | 28'49"48    | Luis Masabanda                                                  | 29'03"88    |
| Corse a ostacoli |                                                                      |             |                                                                         |             |                                                                 |             |
| 110 m hs (+1.0 m/s) | Martín Sáenz                                                         | 13"51       | Thiago Resende dos Santos                                               | 13"63       | Marcos Herrera                                                  | 13"77       |
| 400 m hs | Francisco Viana                                                      | 50"03       | Caio Vinícius Silva                                                     | 51"27       | Diego Courbis                                                   | 51"44       |
| 3000 m siepi | Carlos San Martín                                                    | 8'37"79     | Didier Rodríguez                                                        | 8'41"31     | Walace Caldas                                                   | 8'46"17     |
| Corse in strada |                                                                      |             |                                                                         |             |                                                                 |             |
| Marcia 20 km | Luis Henry Campos                                                    | 1h21'26"    | Jordy Jiménez                                                           | 1h24'06"    | Matheus Corrêa                                                  | 1h25'17"    |
| Salti |                                                                      |             |                                                                         |             |                                                                 |             |
| Salto in alto | Thiago Moura                                                         | 2,16 m      | Fernando Ferreira                                                       | 2,13 m      | Sebastián Daners                                                | 2,10 m      |
| Salto con l'asta | Ricardo Montes de Oca                                                | 5,40 m =    | Guillermo Correa                                                        | 5,40 m      | Lucas Alisson                                                   | 5,35 m      |
| Salto in lungo | Emiliano Lasa                                                        | 7,97 m      | Emanuel Archibald                                                       | 7,76 m      | José Luis Mandros                                               | 7,73 m      |
| Salto triplo | Almir dos Santos                                                     | 16,68 m     | Elton Petronilho                                                        | 16,26 m     | Leodan Torrealba                                                | 16,22 m     |
| Lanci |                                                                      |             |                                                                         |             |                                                                 |             |
| Getto del peso | Willian Dourado                                                      | 20,65 m     | Welington Morais                                                        | 20,28 m     | Juan Manuel Arriéguez                                           | 18,78 m     |
| Lancio del disco | Claudio Romero                                                       | 64,13 m     | Wellinton da Cruz Filho                                                 | 62,09 m     | Mauricio Ortega                                                 | 61,91 m     |
| Lancio del martello | Joaquín Gómez                                                        | 77,69 m     | Gabriel Kehr                                                            | 76,90 m     | Humberto Mansilla                                               | 76,61 m     |
| Lancio del giavellotto | Pedro Henrique Rodrigues                                             | 77,92 m     | Billy Julio                                                             | 76,73 m     | Lars Flaming                                                    | 76,60 m     |
| Prove multiple |                                                                      |             |                                                                         |             |                                                                 |             |
| Decathlon | Jose Fernando Ferreira                                               | 7847 pt     | Gerson Izaguirre                                                        | 7273 pt     | Pedro de Oliveira                                               | 7116 pt     |
| Staffette |                                                                      |             |                                                                         |             |                                                                 |             |
| Staffetta 4×100 m | Colombia Jhonny Rentería Carlos Palacios Neiker Abello Carlos Flórez | 39"58       | Brasile Vinícius Moraes Felipe Bardi Erik Cardoso Vitor Hugo dos Santos | 39"62       | Venezuela Ángel Alvarado Bryant Alamo Alexis Nieves David Vivas | 39"84       |
| Staffetta 4×400 m | Brasile Tiago da Silva Lucas Carvalho Jadson Soares Elias Oliveira   | 3'07"40     | Argentina Agustín Pinti Tomás Mirón Bruno de Genaro Elián Larregina     | 3'08"77     | Venezuela Javier Gómez Axel Gómez Kalin Zambrano Kelvis Padrino | 3'09"18     |
| record mondiale; record mondiale stagionale; record sudamericano; record dei campionati; record nazionale; record personale; record personale stagionale. |                                                                      |             |                                                                         |             |                                                                 |             |

### Donne
| Specialità | Oro                                                                            | Prestazione | Argento                                                           | Prestazione  | Bronzo                                                                                      | Prestazione         |
| Corse piane |                                                                                |             |                                                                   |              |                                                                                             |                     |
| 100 m piani (+1.2 m/s) | Vitória Cristina Rosa                                                          | 11"21       | Anahí Suárez                                                      | 11"30        | María Ignacia Montt                                                                         | 11"33               |
| 200 m piani (+2.0 m/s) | Nicole Caicedo                                                                 | 23"07       | Vitória Cristina Rosa                                             | 23"25 (.243) | -                                                                                           | -                   |
| 200 m piani (+2.0 m/s) | Nicole Caicedo                                                                 | 23"07       | Anahí Suárez                                                      | 23"25 (.243) | -                                                                                           | -                   |
| 400 m piani | Martina Weil                                                                   | 51"14       | Evelis Aguilar                                                    | 51"26        | Nicole Caicedo                                                                              | 53"05               |
| 800 m piani | Déborah Rodríguez                                                              | 2'04"70     | Mayara Leite                                                      | 2'05"33      | Berdine Castillo                                                                            | 2'05"89             |
| 1500 m piani | Micaela Levaggi                                                                | 4'25"99     | María Pía Fernández                                               | 4'28"27      | July da Silva                                                                               | 4'28"39             |
| 5000 m piani | Sheyla Eulogio                                                                 | 15'51"27    | Edymar Brea                                                       | 15'55"03     | Daiana Ocampo                                                                               | 15'57"15            |
| 10000 m piani | Nubia Oliveira                                                                 | 34'06"56    | Florencia Borelli                                                 | 34'08"01     | Edymar Brea                                                                                 | 34'08"54            |
| Corse a ostacoli |                                                                                |             |                                                                   |              |                                                                                             |                     |
| 100 m hs (+2,6 m/s) | Ketiley Batista                                                                | 13"22       | María Alejandra Rocha                                             | 13"42        | Vitoria Alves                                                                               | 13"55               |
| 400 m hs | Gianna Woodruff                                                                | 56"57       | María Alejandra Rocha                                             | 57"48        | Camille de Oliveira                                                                         | 58"05               |
| 3000 m siepi | Tatiane Raquel da Silva                                                        | 9'40"07     | Micaela Levaggi                                                   | 9'42"09      | Mirelle Leite                                                                               | 10'13"35            |
| Corse in strada |                                                                                |             |                                                                   |              |                                                                                             |                     |
| Marcia 20 km | Viviane Lyra                                                                   | 1h28'30"    | Gabriela Muniz                                                    | 1h34'50"     | 2 atlete all'arrivo                                                                         | 2 atlete all'arrivo |
| Salti |                                                                                |             |                                                                   |              |                                                                                             |                     |
| Salto in alto | Hellen Tenorio                                                                 | 1,81 m      | Arielly Rodrigues                                                 | 1,78 m       | Valdiléia Martins                                                                           | 1,75 m              |
| Salto con l'asta | Juliana Campos                                                                 | 4,30 m      | Isabel de Quadros                                                 | 3,80 m       | Aldana Garibaldi                                                                            | 3,20 m              |
| Salto in lungo | Natalia Linares                                                                | 6,81 m      | Lissandra Campos                                                  | 6,48 m       | Yuliana Angulo                                                                              | 6,47 m              |
| Salto triplo | Gabriele Santos                                                                | 13,96 m     | Regiclécia da Silva                                               | 13,76 m      | Natricia Hooper                                                                             | 13,64 m             |
| Lanci |                                                                                |             |                                                                   |              |                                                                                             |                     |
| Getto del peso | Ivana Gallardo                                                                 | 17,55 m     | Ahymara Espinoza                                                  | 16,51 m      | Ana Caroline Silva                                                                          | 16,09 m             |
| Lancio del disco | Izabela da Silva                                                               | 62,87 m     | Andressa de Morais                                                | 60,16 m      | Yerlin Mesa                                                                                 | 55,69 m             |
| Lancio del martello | Rosa Rodríguez                                                                 | 71,04 m     | Ximena Zorrilla                                                   | 67,52 m      | Mariana García                                                                              | 66,06 m             |
| Lancio del giavellotto | Jucilene de Lima                                                               | 62,32 m     | Yulesy Angulo                                                     | 62,25 m      | Daniella Nisimura                                                                           | 60,12 m             |
| Prove multiple |                                                                                |             |                                                                   |              |                                                                                             |                     |
| Eptathlon | Martha Araújo                                                                  | 6396 pt     | Roberta dos Santos                                                | 5553 pt      | Tamara de Sousa                                                                             | 5525 pt             |
| Staffette |                                                                                |             |                                                                   |              |                                                                                             |                     |
| Staffetta 4×100 m | Brasile Gabriela Mourão Daniele Campigotto Lorraine Martins Vanessa dos Santos | 44"35       | Ecuador Aimara Nazareno Anahí Suárez Nicole Caicedo Jazmine Chala | 45"04        | Argentina Belén Fritzsche María Florencia Lamboglia Valentina Napolitano Guillermina Cossio | 46"57               |
| Staffetta 4×400 m | Colombia Nahomy Castro Lina Licona Paola Loboa Evelis Aguilar                  | 3'33"39     | Brasile Anny de Bassi Tiffani Marinho Jainy Barreto Letícia Lima  | 3'34"28      | Cile Stephanie Saavedra Antonia Ramírez Violeta Arnaiz Martina Weil                         | 3'37"64             |
| record mondiale; record mondiale stagionale; record sudamericano; record dei campionati; record nazionale; record personale; record personale stagionale. |                                                                                |             |                                                                   |              |                                                                                             |                     |

### Misti
| Specialità | Oro                                                               | Prestazione | Argento                                                      | Prestazione | Bronzo                                                                            | Prestazione |
| Staffetta 4×400 m | Brasile Jadson Lima Erica Cavalheiro Tiago da Silva Anny de Bassi | 3'17"73     | Colombia Daniel Balanta Paola Loboa Luis Arrieta Lina Licona | 3'19"18     | Argentina Agustín Pinti María Florencia Lamboglia Elián Larregina Noelia Martínez | 3'23"12     |
| record mondiale; record mondiale stagionale; record sudamericano; record dei campionati; record nazionale; record personale; record personale stagionale. |                                                                   |             |                                                              |             |                                                                                   |             |

## Medagliere
Legenda
     Paese ospitante
| Posizione | Nazione   | Oro | Argento | Bronzo | Totale |
| --------- | --------- | --- | ------- | ------ | ------ |
| 1         | Brasile   | 20  | 19      | 13     | 52     |
| 2         | Colombia  | 7   | 7       | 3      | 17     |
| 3         | Cile      | 5   | 2       | 7      | 14     |
| 4         | Argentina | 3   | 4       | 5      | 12     |
| 4         | Venezuela | 3   | 4       | 5      | 12     |
| 6         | Perù      | 2   | 2       | 2      | 6      |
| 7         | Uruguay   | 2   | 1       | 1      | 4      |
| 8         | Ecuador   | 1   | 5       | 4      | 10     |
| 9         | Panama    | 1   | 1       | 1      | 3      |
| 10        | Paraguay  | 1   | 0       | 1      | 2      |
| 11        | Guyana    | 0   | 1       | 1      | 2      |
| Totale    | Totale    | 45  | 46      | 43     | 134    |